# Sound of Melodies
Sound of Melodies es el álbum debut de la banda de rock cristiano Leeland que fue lanzado en agosto de 2006. Fue nominado a un premio Grammy.

## Lista de canciones
1. "Sound of Melodies" — 5:01
2. "Reaching" — 3:25
3. "Yes You Have" — 4:23
4. "Tears of the Saints" — 6:18
5. "Beautiful Lord" — 4:29
6. "Can't Stop" — 3:38
7. "Lift Your Eyes" — 3:02
8. "Hey" — 3:35
9. "Too Much" — 3:46
10. "How Wonderful" — 4:13
11. "Carried to the Table" — 5:45
12. "Poetry in motion" (sólo en Japón)

## Sencillos
- "Sound of Melodies"
- "Yes You Have"
- "Tears of the Saints"
- "Reaching"

## Nominaciones
- Nominación al Grammy por "Mejor álbum gospel pop/contemporáneo" en 2007.[1]
- Nominación a un Premio Dove por "Rock/Contemporary Recorded Song of the Year" Sound of Melodies, "Worship Song of the Year" Yes You Have, "Rock/Contemporary Album of the Year", y "Praise & Worship Album of the Year".